# Катунин, Илья Борисович
Илья́ Бори́сович Кату́нин (бел. Ілля Барысавіч Катунін; 17 ноября 1908, Гомель, Могилёвская губерния — 23 апреля 1944, Вардё, Финнмарк) — советский лётчик штурмовой авиации ВМФ СССР в годы Великой Отечественной войны, Герой Советского Союза (31.05.1944, посмертно). Капитан (28.03.1944).

## Биография
Родился в 1908 году в Гомеле в еврейской семье. В 1916 году лишился отца, умершего вскоре после возвращения с фронта Первой мировой войны. Илья, два его брата и сестра остались на попечении матери, работавшей уборщицей в типографии. После Октябрьской революции Илья воспитывался в детском доме. После окончания средней школы работал слесарем на станкостроительном заводе «Пролетарий» в Гомеле (ныне — предприятие «СтанкоГомель»). С 1931 года — член ВКП(б). В 1931 году окончил экономические курсы в Ленинграде.
В РККФ с апреля 1932 года, направлен на службу заводской парторганизацией. В 1934 году окончил Военную школу морских лётчиков и лётчиков-наблюдателей имени И. В. Сталина в Ейске.
С марта 1934 года — пилот-инструктор Бежицкого аэроклуба, затем начальник лётной части Брянского аэроклуба, командир звена и эскадрильи Орджоникидзеградского аэроклуба. С июля 1938 по февраль 1939 года учился на Курсах усовершенствования начальствующего состава Осоавиахима, тогда же ему было присвоено звание лейтенанта запаса.

### Великая Отечественная война
С началом войны призван из запаса в июне 1941 года и был назначен командиром отряда в 8-ю военную авиационную школу первоначального обучения. Готовил лётчиков для фронта. После многих рапортов был направлен в 1-й запасной авиационный полк ВВС ВМФ, где освоил штурмовик Ил-2.
В действующую армию направлен в январе 1943 года, в 46-й штурмовой авиаполк Северного флота, дислоцировавшийся в Заполярье. Назначен командиром эскадрильи.
Заместитель командира эскадрильи 46-го штурмового авиаполка ВВС Северного флота капитан Илья Катунин к апрелю 1944 года совершил 12 боевых вылетов на штурмовку, потопил 2 вражеских транспорта, мотобот и шхуну.
23 апреля 1944 года Катунин был ведущим группы из 8 штурмовиков Ил-2 под прикрытием 14 истребителей, которая на выходе из Варангер-фьорда атаковала немецкий конвой Ki-117-Rp (следовавший из Киркенеса в Репе-фьорд). В состав конвоя входило 14 транспортных судов и 17 кораблей охранения.
Самолёт Катунина на подходе к цели был подбит зенитным огнём и загорелся. Согласно отчётам других пилотов группы, Катунину удалось направить подбитый самолёт огненным тараном на вражеский транспорт водоизмещением 5000 тонн и потопить его. Однако эти сведения не подтверждаются немецкими источниками, согласно которым сбитый зенитным огнём штурмовик упал в море в 150 метрах от плавбазы «Везер».
Указом Президиума Верховного Совета СССР от 31 мая 1944 года за «образцовое выполнение боевых заданий командования на фронте борьбы с немецкими захватчиками и проявленные при этом отвагу и геройство» гвардии капитану Катунину Илье Борисовичу посмертно присвоено звание Героя Советского Союза. Этим же Указом звание Героя присвоено и его стрелку-радисту сержанту Андрею Маркину.

## Награды
- Медаль «Золотая Звезда» Героя Советского Союза (31.05.1944, посмертно).
- Орден Ленина (31.05.1944, посмертно).
- Орден Красного Знамени (29.10.1943).

## Память
- Бюст И. Б. Катунина, в числе 53-х лётчиков-североморцев, удостоенных звания Героя Советского Союза, установлен в пос. Сафоново на Аллее Героев около музея ВВС СФ. Второй бюст установлен в посёлке Катунино.

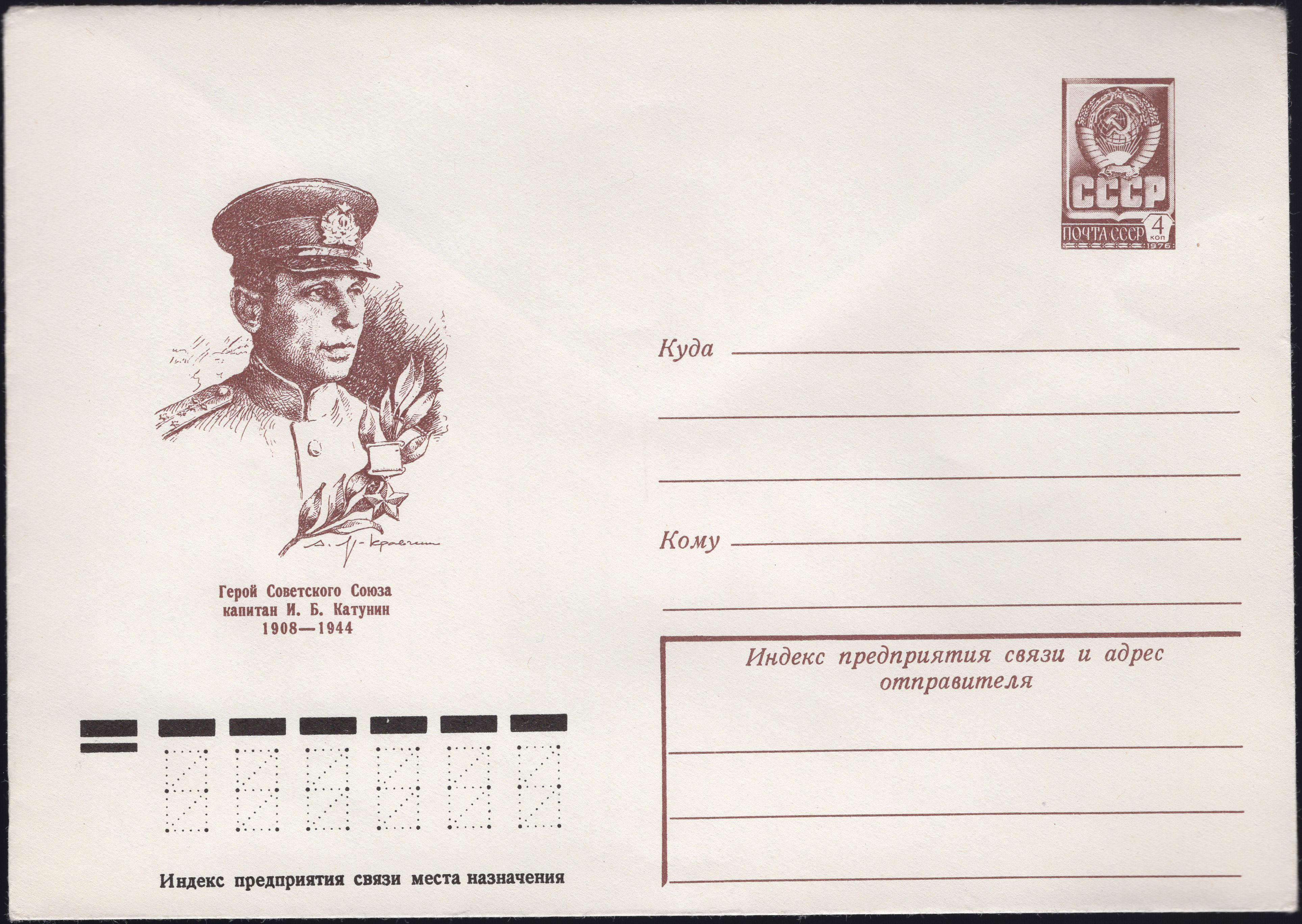
Почтовый конверт. СССР, 1978 год

- Приказом Министра обороны СССР 16 сентября 1959 года И. Б. Катунин навечно зачислен в списки 1-й авиаэскадрильи 574-го минно-торпедного авиационного полка ВВС Северного флота[7].
- В Гомеле на проходной станкостроительного завода, в котором работал в 30-е годы Илья Катунин, установлена мемориальная доска.
- Именем И. Б. Катунина названы:

- Посёлок в Приморском районе Архангельской области (1967), где во время войны базировался штурмовой авиаполк
- Улица в посёлке Катунино Приморского района Архангельской области
- Улица и средняя школа № 13 в Брянске
- Улица в Гомеле, на доме 1а установлена мемориальная доска.
- Торговый центр «Катунинский» на улице Катунина в Гомеле, открылся в 2003 году.
- Большой морозильный траулер МБ-423 «Илья Катунин»

- В 1978 году издан художественный маркированный конверт, посвящённый Герою.
- Стела в честь И. Б. Катунина установлена на Аллее Героев в Гомеле (ул. Советская)[8][9].
- Мурал в честь И. Б. Катунина в Гомеле на здании № 5 по улице Интернациональной на пересечении улиц Интернациональной и Катунина (06.05.2025)[10].

## Семья
- Мать — Катунина Двося Шлёмовна (1881—1965), похоронена на еврейском кладбище Гомеля «Прудковское»[11].